# Vicente Osorio de Moscoso y Álvarez de Toledo
Vicente Isabel Osorio de Moscoso y Álvarez de Toledo (Madrid, 19 de novembre de 1777–31 d'agost de 1837) va ser un aristòcrata espanyol.

## Biografia
Nascut en una família noble, fill i hereu de Vicente Osorio de Moscoso y Guzmán i de María Ignacia Álvarez de Toledo y Gonzaga. Va succeir el seu pare el 1816 al ducat de Baena i, posteriorment, n'heretaria altres títols, com el de duc de Sessa, Soma i Maqueda, el de comte d'Altamira o el de marquès d'Astorga i d'Elx.
Com el seu pare, va implicar-se políticament a la Guerra del Francès. Va ser vicepresident de la Junta Central Suprema i Governativa del Regne entre 1808 i 1814 i durant un any president en funcions de la mateixa a causa de la mort del comte de Floridablanca. Simpatitzant de les idees del Trienni Liberal, quan va acabar el 1823 va caure en desgràcia per a Ferran VII, raó per la qual va anar a viure a París. A la mort del monarca, el 1833, va ser rehabilitat i va tornar a Espanya, on va morir.
Es va casar el 1798 amb María del Carmen Ponce de León y Carvajal, duquessa de Montemar. Van tenir sis fills, entre els quals l'hereu, Vicente Osorio de Moscoso.